# Hulk Comic
Hulk Comic (från nummer 47 känd som The Incredible Hulk Weekly och från nummer 59 känd som The Incredible Hulk) var en svart-vit serieantologi som publicerades av Marvel UK mellan 7 mars 1979 och maj 1980. Som grundare och redaktör stod Dez Skinn och det var en spinoff på Marvel UK:s serietidning The Mighty World of Marvel, i vilken Hulken medverkade. Hulk Comic kom att innehålla alster från brittiska serieskapare såsom Steve Dillon, David Lloyd, Dave Gibbons och Steve Parkhouse. Paul Neary kom senare att ersätta Skinn och serieantologin publicerades i 63 nummer innan den inlemmades i Spider-Man Comics Weekly.